# پیوند در جامدها
جامدها را می‌توان با توجه به ماهیت پیوند بین اجزای اتمی یا مولکولی آنها طبقه‌بندی کرد. طبقه‌بندی سنتی چهار نوع پیوند در مواد جامد را به شکل زیر توصیف می‌کند:
- پیوند کووالانسی، که جامدات کووالانسی شبکه ای را تشکیل می‌دهد. (که گاهی اوقات «جامدات کووالانسی» نامیده می‌شود) مانند الماس
- پیوند یونی، که جامدات یونی را تشکیل می‌دهد. مانند سدیم کلرید
- پیوند فلزی، که مواد جامد فلزی را تشکیل می‌دهد. مانند آهن
- پیوند بین مولکولی ضعیف، که باعث تشکیل جامدات مولکولی می‌شود (گاهی اوقات به‌طور غیرمعمول «جامد کووالانسی» نامیده می‌شود) مانند ید جامد